# .arpa
.arpa (ang. address and routing parameter area) – internetowa domena najwyższego poziomu przeznaczona specjalnie do obsługi infrastruktury sieciowej Internetu.
Nazwa pierwotnie była akronimem Agencji Zaawansowanych Projektów Badawczych (ARPA), organizacji w Stanach Zjednoczonych, która opracowała ARPANET, prekursora Internetu. 